# Бхудж (оружие)

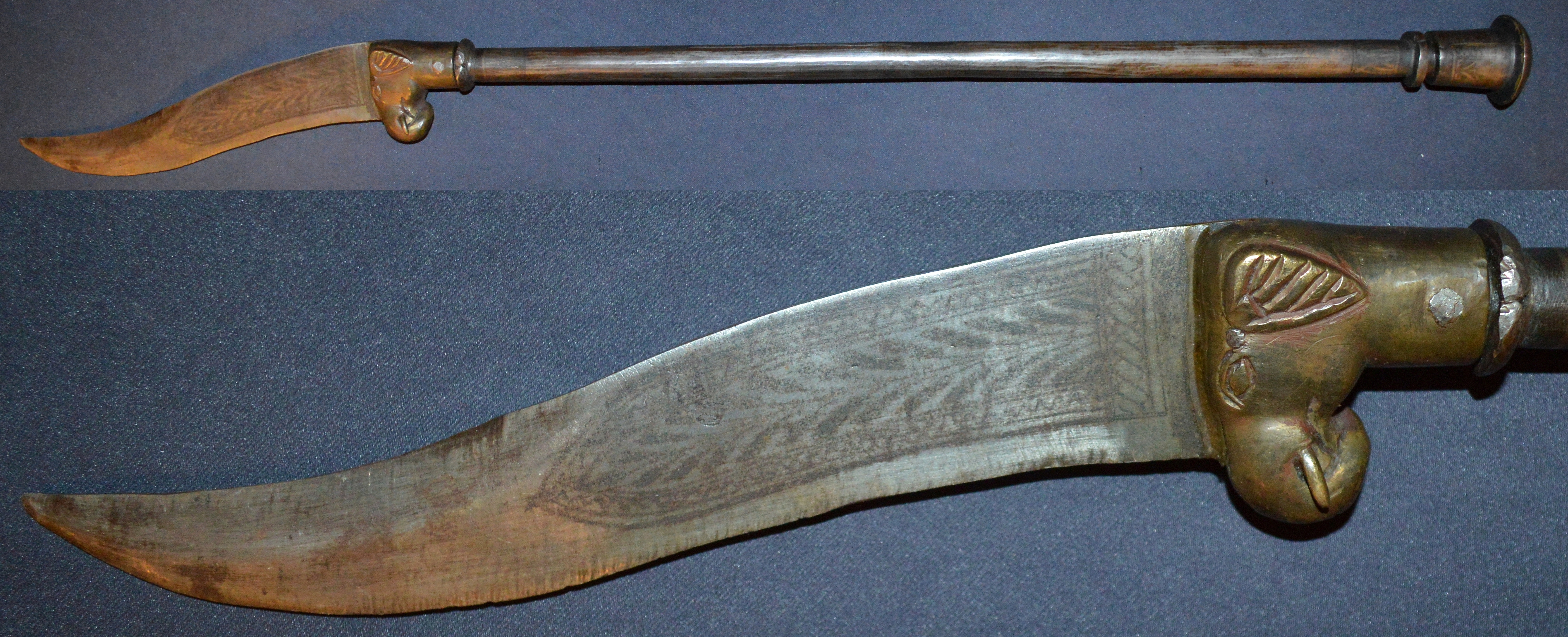
Бхудж.

Бхудж (также кутти, гандаса) — индийское оружие типа глефы. Состоит из недлинной рукояти (около 50 см), соединённой с массивным клинком в виде ножа или тесака. Таким образом, это оружие схоже с короткими вариантами пальмы или дадао.
В классическом варианте клинок бхуджа был довольно широким и имел полуторную заточку, при этом отличался двойным изгибом: ближе к рукояти был вогнутым, а к острию — выгнутым, так что остриё было направлено вверх относительно рукояти. По центру клинка от острия до уровня, на котором начинался обух, шло ребро жёсткости. Рукоять изготавливалась чаще из металла (стали, бронзы, меди), реже из дерева. В некоторых случаях к бхуджу полагались ножны, сделанные, как правило, из дерева и обтянутые бархатом.
Благодаря массивному клинку этим оружием можно было наносить мощные рубящие удары, поэтому одно из его названий означало «нож-топор». Кроме этого, место соединения клинка с рукоятью иногда выполнялось в виде декоративной головы слона, откуда происходит другое название — «слоновий нож». Название «бхудж» производится от одноимённого города в Гуджарате, откуда это оружие и происходит. Оно имело широкое распространение по всей Индии, особенно на севере. Встречались также более редкие варианты, например, имевшие рукоять с гардой или отличавшиеся другой формой клинка. Известен также бхудж, комбинированный с капсюльным пистолетом, ствол которого расположен над обухом клинка; в противоположный клинку конец рукояти вставляется стилет. В южной Индии применялся аналог бхуджа — верчеворал, который отличался вогнутым клинком и использовался для прорубания зарослей.